# شاهو (روانسر)
شاهو شهری در بخش شاهو شهرستان روانسر استان کرمانشاه ایران است. روستای منصورآقایی مرکز بخش شاهو از توابع شهرستان روانسر در استان کرمانشاه پس
از تجمیع با روستای قشلاق به شهر تبدیل و به عنوان شهر شاهو شناخته شد.
مردم شهر شاهو خواهان ارتقای بخش شاهو به شهرستان هستند. که با توجه به موقعیت شهر شاهو این امر میسر می باشد.

## جمعیت
بر پایه سرشماری عمومی نفوس و مسکن در سال ۱۳۹۰ جمعیت این شهر ۳٬۳۴۲ نفر (در ۸۷۱ خانوار) بوده‌است.